# 金光乡
金光乡是中国四川省广安市武胜县曾经下辖的一个乡，位于武胜县西北部，东、北面临嘉陵江，西、南两面与龙女、金牛、烈面等乡镇交界。全乡面积19.5平方公里，人口17152人。乡人民政府驻板桥村，1997年以前为中村。2019年12月，撤销金光乡，将其所属行政区域划归万善镇管辖。

## 历史沿革
汉初县时属沙溪镇，明属沙溪里熊家场，清属德清里复兴场，民国属复兴乡，1951年2月析复兴乡（今金牛镇）地置沙溪乡，1981年8月更为金光乡。旧乡政府驻中村，1997年8月迁往板桥。

## 地理
金光乡属浅丘中谷地貌，西北高、水、沙金等。嘉陵江流经境内，长19公里。主要资源有石油、天然气、水、沙金等。

## 行政区划
金光乡撤销前下辖以下地区：
中村、茶山村、吊楼村、干坝村、天台村、板桥村、红垭村、钟鸣村、伏岩村、石屏村和麻柳村。

## 教育
金光初中、金光小学和村小9所。